# 이탈리아 리치
이탈리아 리치(이탈리아어: Italia Ricci, 1986년 10월 29일 ~ )는 캐나다 출신 배우이다. 드라마 《지정생존자》에서 백악관 특별 보좌관 에밀리 로즈 역으로 출연하였다.

## 경력
2007년 《아메리칸 파이: 기숙사 대소동》으로 데뷔했다. 그후에 디즈니 XD의 드라마 《에런 스톤》에서 조연으로, 플레인 화이트 티스의 "Hate" 뮤직비디오에서 전 여자친구 역으로 등장했다.
2009년 《내가 그녀를 만났을 때》, 《하우스》, 《그릭》 등 미국 드라마에서 단역으로 출연했다. 같은 해, 코미디 센트럴 드라마 《시크릿 걸프렌드》에서 조연 '사샤' 역으로 출연했다. 2010년 카툰 네트워크의 실사 드라마 《언내처럴 히스토리》에서 매기 위넉 역으로 공동 주연을 맡았다. 클린앤클리어의 광고에 출연하기도 했다. 2011년, 단편 영화 《밸리딕션》에 출연했다.
2013년, 리치는 조지프 고든레빗의 감독 데뷔작 《돈 존》에 작은 배역으로 출연했다. 2014년부터 2015년까지, ABC 패밀리의 드라마 《체이싱 라이프》에서 에이프릴 카버 역을 연기했다.
2015년 12월 《슈퍼걸》에 빌런 실버 밴시 역으로 참여했다. 실버 밴시는 본명은 '쇼반 스마이스'로 처음에는 주인공 카라(슈퍼걸)의 라이벌로 출연했으며, 극이 전개되면서 빌런으로 각성한다. 2016년 9월부터는 ABC 채널의 정치 드라마 《지정생존자》에서 에밀리 로즈 역으로 출연했었다. 《지정생존자》는 ABC에 이어 넷플릭스에서 시즌 3가 제작되었고, 2019년 6월 7일에 공개되었다.

## 사생활
이탈리아 리치는 온타리오주 리치먼드힐의 이탈리아계 이민자 집안에서 태어났다. 퀸스 대학교를 졸업했다. 2008년부터 캐나다 출신 배우 로비 아멜과 만나기 시작하여, 2014년 8월 19일에 약혼을 했고 2016년 10월 15일에 결혼했다.

## 출연작

### 영화
| 연도 | 제목                         | 원제                              | 배역            | 참고               |
| ---- | ---------------------------- | --------------------------------- | --------------- | ------------------ |
| 2007 | 아메리칸 파이: 기숙사 대소동 | American Pie Presents: Beta House | 로라 존슨       |                    |
| 2008 | 인디 록의 죽음               | The Death of Indie Rock           | 다이앤          |                    |
| 2012 | 밸리딕션                     | Valediction                       | 에리카          | 단편               |
| 2013 | 돈 존                        | Don Jon                           | 지나            |                    |
| 2013 | 딘 슬레이터: 학생 대표       | Dean Slater: Resident Advisor     | 서맨사 몬테이뉴 |                    |
| 2014 | 리메이닝                     | The Remaining                     | 앨리슨          |                    |
| 2015 | 페이털 메모리즈              | Fatal Memories                    | 서튼 로버츠     | 라이프타임 TV 영화 |
| 2019 | 로마에서 생긴 일             | Rome in Love                      | 어밀리아 테이트 | TV 영화            |

### TV 드라마
| 연도    | 원제                  | 제목                           | 배역                    | 참고                                                                 |
| ------- | --------------------- | ------------------------------ | ----------------------- | -------------------------------------------------------------------- |
| 2009    | 에런 스톤             | Aaron Stone                    | 체이스 레이븐우드       | 5회분 출연                                                           |
| 2009    | 내가 그녀를 만났을 때 | How I Met Your Mother          | 섹시한 여자             | "The Front Porch" 에피소드                                           |
| 2009    | 하우스                | House                          | 이민출입국 직원         | "House Divided" 에피소드                                             |
| 2009    | 그릭                  | Greek                          | 딜리아                  | "Social Studies" 에피소드                                            |
| 2009    | 시크릿 걸프렌드       | Secret Girlfriend              | 사샤                    | 6회분 출연                                                           |
| 2010    | 트루 잭슨             | True Jackson, VP               | 본인                    | "Pajama Party" 에피소드                                              |
| 2010    | 언내처럴 히스토리     | Unnatural History              | 매기 위넉               | 주연                                                                 |
| 2012    | CSI: 과학수사대       | CSI: Crime Scene Investigation | 버네사 드레이크         | "Pick and Roll" 에피소드                                             |
| 2014-15 | 체이싱 라이프         | Chasing Life                   | 에이프릴 카버           | 주인공 후보 – 골든 메이플상 - 미국 방영 드라마 올해의 신인상. (2015) |
| 2016    | 슈퍼걸                | Supergirl                      | 쇼반 스미스 / 실버 밴시 | 5회분 출연                                                           |
| 2016-19 | 지정생존자            | Designated Survivor            | 에밀리 로즈             | 주연                                                                 |
| 2021    | 굿 닥터               | The Good Doctor                | 태린 윌키               | "Waiting" 에피소드                                                   |
| 2022    | 임퍼펙트              | The Imperfects                 | 시드니 버크             | 주연                                                                 |